# KIF1B
KIF1B‏ (Kinesin family member 1B) هوَ بروتين يُشَفر بواسطة جين KIF1B في الإنسان.

## التفاعل
لقد ثبت أن KIF1B يتفاعل مع GIPC1.

## الأهمية السريرية
هو مرتبط بمرض شاركو-ماري-توث، النوع 2A1.